# Gaius Cluilius
Gaius Cluilius est le dernier des rois légendaires d'Albe la Longue (en latin et en italien : Alba Longa), une cité antique fortifiée du Latium, l'une des plus anciennes cités d'Italie, située à 20 km au sud-est de Rome à l'emplacement de l'actuel Castel Gandolfo.
Contrairement aux autres rois légendaires d'Albe la Longue, Gaius Cluilius ne semble pas appartenir aux Silvii.
Il meurt au début de la guerre contre les Romains et leur roi Tullus Hostilius. Les Albains désignent alors Mettius Fufetius pour prendre la tête des opérations, avec le titre de dictateur.
Son nom est peut-être à mettre en rapport avec celui de la gens Cloelia, d'origine albaine.